# Borys Wołoszczuk
Borys Iwanowycz Wołoszczuk, ukr. Борис Іванович Волощук, ros. Борис Иванович Волощук, Boris Iwanowicz Wołoszczuk (ur. 19??, Ukraińska SRR) – ukraiński piłkarz i trener piłkarski.

## Kariera piłkarska
W latach 50.-60. XX wieku występował w drużynie Szachtar Nowowołyńsk.

## Kariera trenerska
Po zakończeniu kariery piłkarskiej rozpoczął karierę szkoleniowca. 8 maja 1968 stał na czele Wołyni Łuck, którym kierował do końca 1969.